# Beccles Airport
Beccles Airport är en flygplats i Storbritannien.   Den ligger i grevskapet Suffolk och riksdelen England, i den sydöstra delen av landet, 160 km nordost om huvudstaden London. Beccles Airport ligger 21 meter över havet.
Terrängen runt Beccles Airport är platt. Runt Beccles Airport är det tätbefolkat, med 308 invånare per kvadratkilometer. Närmaste större samhälle är Lowestoft, 10,1 km öster om Beccles Airport. Trakten runt Beccles Airport består till största delen av jordbruksmark.